# 端順固倫公主
端順固倫公主（たんじゅんこりんこうしゅ、1825年4月8日 - 1835年12月27日）は、清の第8代皇帝 道光帝の娘（三女）。生母はニオフル（鈕祜祿）氏の全貴妃（後の孝全成皇后）。

## 生涯
道光5年2月20日（グレゴリオ暦 1825年4月8日）、道光帝の三女として誕生。皇后嫡出としては孝慎成皇后（トゥンギャ氏）所生の異母姉 端憫固倫公主に次ぐ嫡次女。道光15年11月8日（グレゴリオ暦 1835年12月27日）薨去。死を悼んだ父 道光帝により端順固倫公主に封ぜられた。